# Deutsche Windtechnik

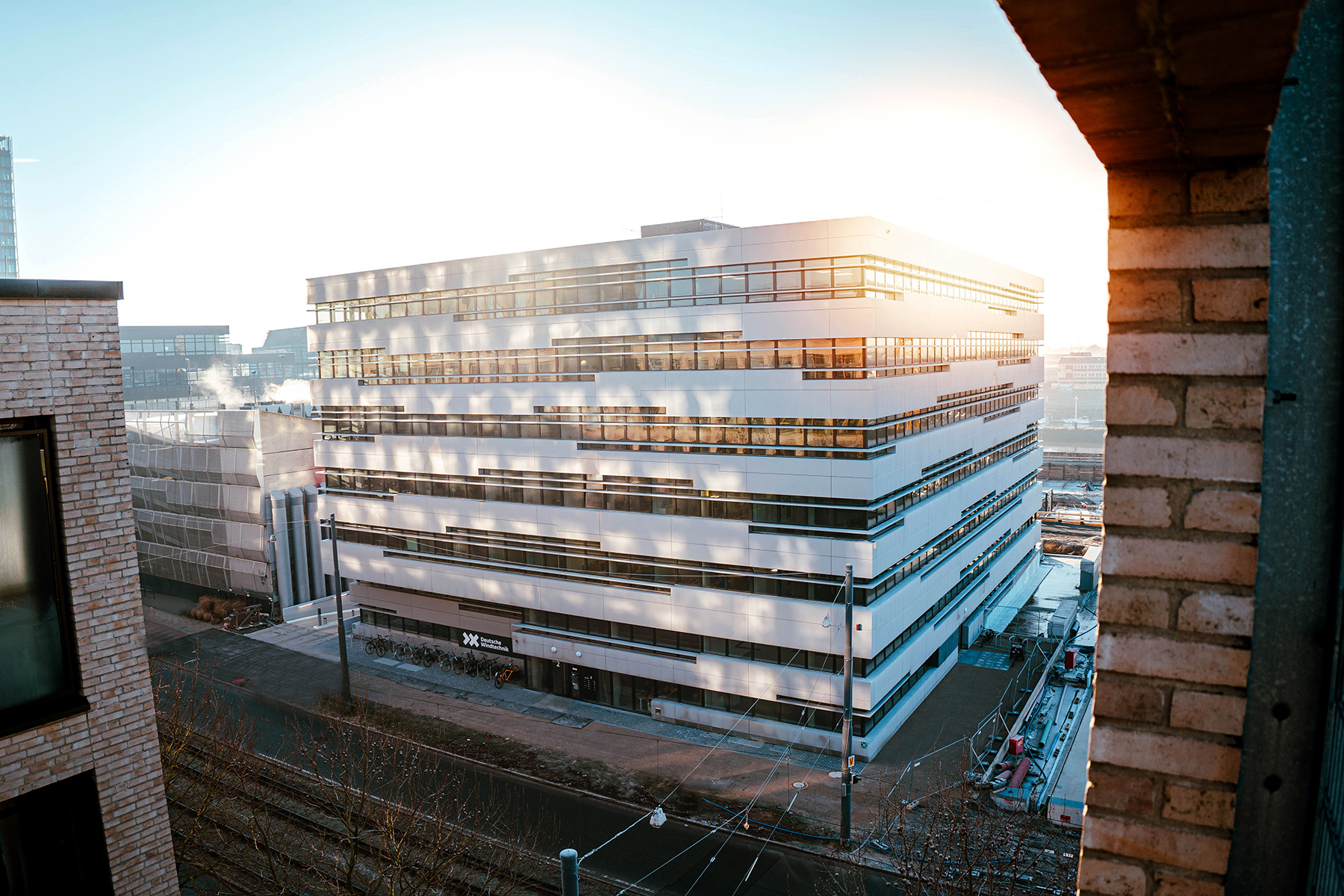
Gebäude der Unternehmenszentrale

Die Deutsche Windtechnik AG ist ein Dienstleistungsunternehmen für Windenergieanlagen mit Sitz in Bremen. Das Unternehmen bietet international die gesamte technische Instandhaltung von Windenergieanlagen für Onshore- und Offshore-Anlagen an.

## Geschichte
Am 27. Dezember 2006 wurde die Deutsche Windtechnik AG in das Handelsregister Bremen eingetragen, die entsprechende Veröffentlichung erfolgte am 9. Januar 2007. Durch Übernahme der Deutschen Rotor- und Turm-Service GmbH & Co. KG reichen ihre Wurzeln bis zu deren Gründung im Jahr 2004 zurück. Zuerst wurden Serviceleistungen für NEG-Micon-Anlagen angeboten, 2009 wurden erste Verträge für Vestas-Anlagen abgeschlossen. 2012 übernahm das Unternehmen die Windstrom Service SH mit Sitz in Viöl bei Husum, womit das Wartungsangebot für Siemens-AN-Bonus-Anlagen erweitert wurde.
2013 begann das Unternehmen zudem die internationale Expansion und gründete mehrere neue Einheiten; zunächst in Polen, ab 2014 auch in Spanien und 2015 im Vereinigten Königreich, in Dänemark und den Niederlanden. Ein Jahr später kamen auch Einheiten in Schweden und Frankreich hinzu.
2013 wurde die Geschäftseinheit Offshore und Consulting gegründet. 2015 wurde das Unternehmen Seebawind übernommen und damit auch Serviceleistungen für Nordex, Senvion und Fuhrländer ins Angebot aufgenommen, 2016 kam das niederländisch-deutsche Unternehmen Outsmart für Management und Beratung von Offshore-Windparks zur Deutschen Windtechnik.
2018 erfolgte der Einstieg in den US-amerikanischen Markt. Dort schloss die Deutsche Windtechnik unter anderem Serviceverträge mit Siemens, General Electric und Mitsubishi. Im selben Jahr wurden erstmalig Serviceleistungen in Taiwan angeboten. Außerdem kam in Europa der Service für Anlagen des Herstellers Enercon hinzu.
Zum Januar 2020 übernahm der Konzern die Gesellschaft für Windenergieanlagen GmbH & Co. KG (GFW), mit der bereits vorher zusammengearbeitet worden war. Übernahmegrund war der Ausbau der Dienstleistungen im Anlagenservice und der Gutachtertätigkeiten. Im selben Jahr wurde das Servicegeschäft der PSM Windservice GmbH & Co. KG übernommen. Außerdem wurde die Gear-Tec GmbH übernommen. 2021 übernahm die US-Einheit der Deutschen Windtechnik die Sparte zur Instandhaltung von Windenergieanlagen der Cooke Power Services. Damit wurde auch der Service für Mitsubishi-Anlagen übernommen. Weiterhin wurde im selben Jahr eine Offshore-Einheit in Großbritannien gegründet.
Ende 2022 wurde in Irland eine Tochtergesellschaft gegründet, die im Folgejahr die Geschäfte aufnahm. 2023 meldete die spanische Einheit Insolvenz an. Im selben Jahr wurden durch die Gründung einer Offshore-Einheit die Geschäftsaktivitäten in Polen ausgebaut. 2024 stieg das Unternehmen in den belgischen Markt ein.

## Unternehmensstruktur und Beteiligungen
Die Deutsche Windtechnik AG ist die Holding der Deutschen Windtechnik und verfügt über mehrere Tochtergesellschaften. Dazu gehören die Deutsche Windtechnik GmbH und Co. KG, die Deutsche Windtechnik Offshore und Consulting, die Deutsche Windtechnik Steuerung sowie die Deutsche Windtechnik Repowering. Die Tochterunternehmen sind in verschiedenen Bereichen tätig, darunter in der Instandhaltung von Windenergieanlagen, Anlagentechnologie und Steuerungstechnik.
Das Unternehmen hat Standorte in Deutschland, Belgien, Dänemark, Frankreich, Irland, den Niederlanden, in Polen, Schweden, im Vereinigten Königreich, in den USA und Taiwan. Der Konzern erwirtschaftete 2023 einen Umsatz von 375 Millionen Euro und beschäftigte 2108 Mitarbeiter.

## Dienstleistungen
Die Deutsche Windtechnik bietet Serviceleistungen für Windenergieanlagen an. Die Kernleistung ist die Instandhaltung von Anlagen, mit den vier Disziplinen Wartung (Voll- und Basiswartung), Reparatur, Inspektion und Verbesserung. Dazu gehören unter anderem Dienstleistungen in den Bereichen Steuerungstechnik, Instandsetzung von Getrieben und Generatoren, Datenfernüberwachung, Rotorblattservice, Subsea Services, Repowering, unabhängige Gutachtenerstellung und Consulting.
Die Deutsche Windtechnik betreut weltweit über 8.200 Onshore- und Offshore-Windenergieanlagen (Stand: August 2023) als herstellerunabhängiger Servicedienstleister mit festen Wartungsverträgen. Weiterhin übernimmt die Tochtergesellschaft Outsmart das Offshore-Windparkmanagement der Deutschen Windtechnik.
Die Deutsche Windtechnik ist außerdem im Bereich der prädiktiven Instandhaltung aktiv. Sie entwickelt zusammen mit Partnern das auf maschinellem Lernen basierende Projekt Predictive Maintenance Wind Turbine.

## Ausbildung und Trainings

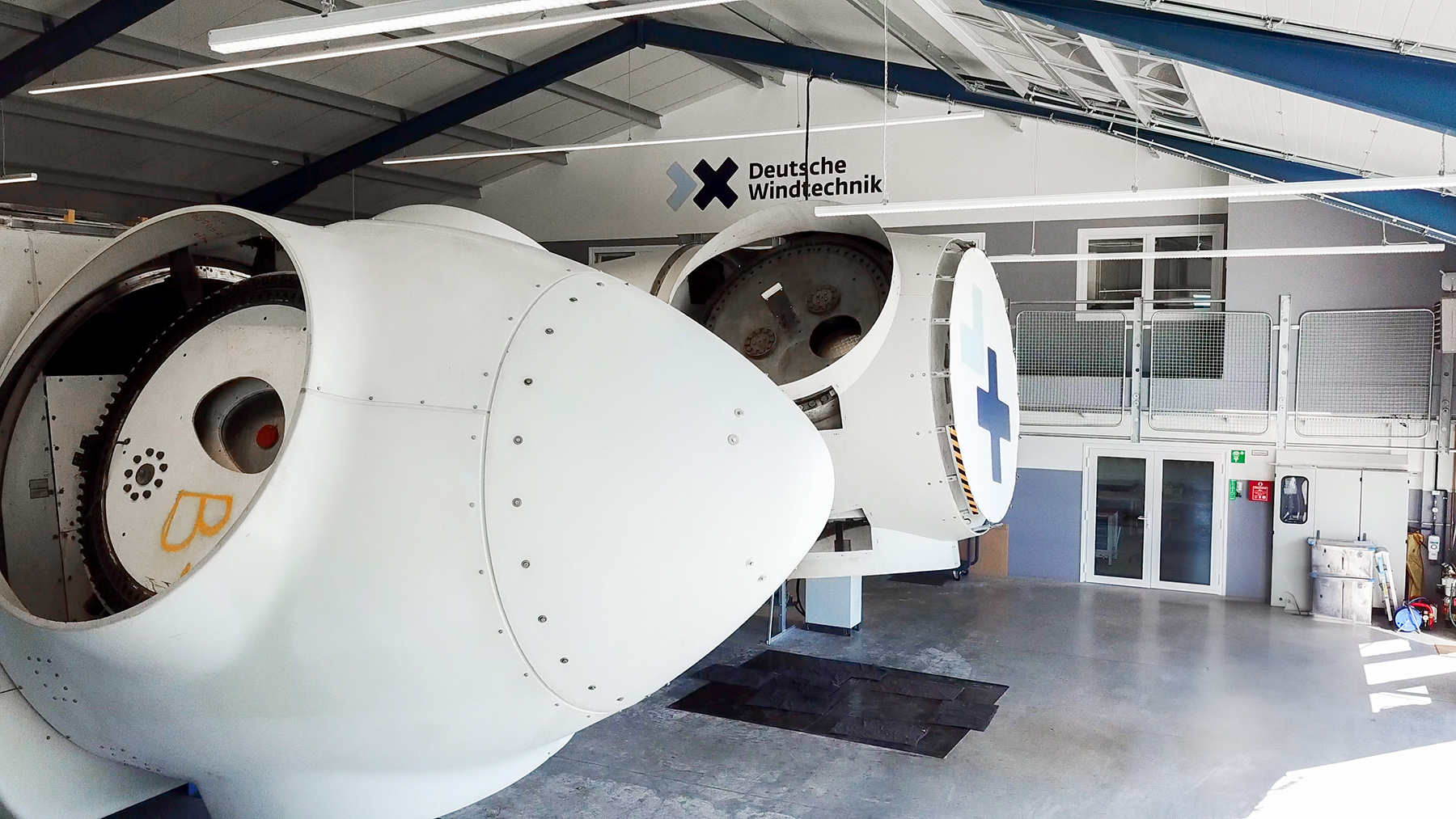
Maschinenhäuser von Windenergieanlagen für Trainings

Mitte 2024 beschäftigte die Deutsche Windtechnik mehr als 120 Auszubildende.
Das Trainingscenter der Deutschen Windtechnik bietet Schulungen für Elektrotechnik, Mechanik, Hydraulik, Anlagentechnik sowie Spezialschulungen an. Ende 2023 wurde der Deutsche Windtechnik Campus angekündigt, mit dem die Schulungsangebote der Deutschen Windtechnik zusammengefasst werden. Die Angebote stehen sowohl Mitarbeitenden als auch Externen zur Verfügung. Die Standorte befinden sich in Viöl, Bremen und Bissendorf.
Im Deutsche Windtechnik Training Center Viöl, das 2017 gebaut wurde, können neben der theoretischen Schulung verschiedene Technologien in originalen Maschinenhäusern praxisorientiert trainiert werden. Die Schulungen werden an Windkraftanlagen von verschiedenen Herstellern durchgeführt. Das Trainingscenter in Bissendorf wurde im Oktober 2024 eröffnet. Der Schwerpunkt liegt auf der technischen Aus- und Weiterbildung unternehmenseigener Servicetechniker; Windenergieanlagen der Typen Senvion MM 82 sowie Nordex N90 stehen hier zur Verfügung.